# Vivre et laisser mourir ou la Fin tragique de Marcel Duchamp
Pour les articles homonymes, voir Vivre et laisser mourir.
Vivre et laisser mourir ou la Fin tragique de Marcel Duchamp est un ensemble de huit tableaux signés collectivement par les peintres Gilles Aillaud, Eduardo Arroyo et Antonio Recalcati, réalisé en 1965, dans le cadre de l'exposition « Figuration narrative dans l'art contemporain » à la galerie Creuze à Paris et aujourd'hui conservé au Musée Reina Sofia à Madrid. 
Ce polyptyque, véritable manifeste des intentions picturales du mouvement de la figuration narrative, est accompagné d'une préface rédigée par Gilles Aillaud et représente les trois artistes mettant à mort Marcel Duchamp dans une séquence de narration chronologique, telle un sordide thriller, entrecoupée de reproductions de trois des toiles les plus célèbres de l'artiste conceptuel, introduites par son fameux Nu descendant un escalier. Il fut réalisé avec la collaboration de Gérard Fromanger, mais aussi de Francis Biras et Fabio Rieti, chargés des reproductions des œuvres de Duchamp.
La série de huit tableaux s'attaque à l'art conceptuel de cette figure emblématique de l'avant-garde, symbole des falsifications intellectuelles de la culture bourgeoise, qui « anesthésie les énergies vitales et fait vivre dans l'illusion de l'autonomie de l'art et de la liberté de création », ainsi qu'aux formes d'art estimé dévoyé, qui s'en réclamaient alors, du Pop art et du Nouveau réalisme. Ainsi, dans la 8e et dernière toile, on voit leurs défenseurs américain comme européen, Andy Warhol et Pierre Restany, soutenir de part et d'autre l'arrière du cercueil de Duchamp, recouvert du drapeau américain et conduit par Robert Rauschenberg, suivi d'Arman, Claes Oldenburg et Martial Raysse. 
Cette œuvre divisera les 68 artistes invités à l'exposition « La Figuration narrative dans l'art contemporain », en suscitant une pétition hostile associant Hervé Télémaque et Jan Voss au groupe surréaliste. L'année suivante, en 1966, Gerhard Richter, tenant également du retour à la figuration, s'opposera lui aussi à l'influence de Duchamp, en évoquant le même tableau de celui-ci dans sa toile Ema, Akt auf einer Treppe (Ema, nu sur un escalier, Musée Ludwig), manifeste de sa technique du flou initiée en 1963 (Hirsch).
Les auteurs de ces toiles critiquaient chez Duchamp son refus de s'engager, eux qui pratiquaient une peinture politique qu'ils voulaient plus proches de la vraie vie que des musées. Avec ses ready-mades, Duchamp mystifiait, à leurs yeux, l'image de l'artiste, comme s'il suffisait qu'il touche un objet pour en faire une œuvre d'art.
Aillaud explique dans la préface de l'œuvre : « Pour nous qui entendons nous manifester comme de véritables individus dans le temps et l'espace, il ne s'agit donc pas d'inventer ou de découvrir de nouvelles formes d'expression artistique mais de donner davantage à penser ».